# كيلي غرينوود
كيلي غرينوود (بالإنجليزية: Kelly Greenwood)‏ هي ممثلة بريطانية، ولدت في 1982 في سالفورد في المملكة المتحدة.

## وصلات خارجية
- كيلي غرينوود على موقع IMDb (الإنجليزية)